# Estilo Tudor

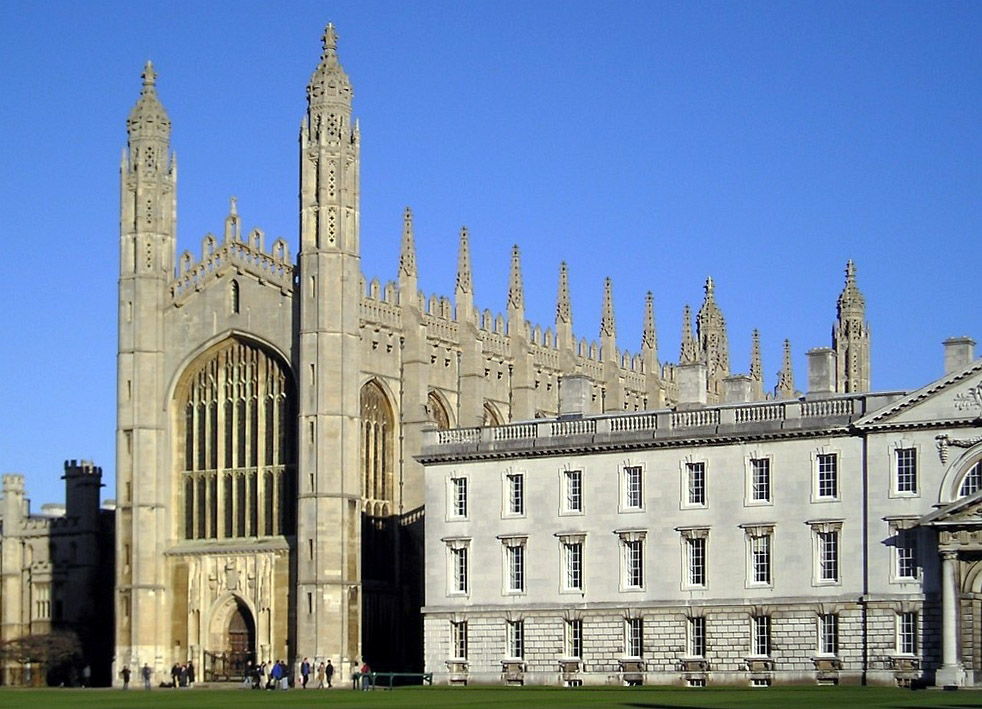
King's College Chapel.

O estilo Tudor, em arquitetura, é o último desenvolvimento da arquitetura medieval durante o período Tudor (1485–1603) e até mesmo posteriormente, por patronos conservadores. Ele seguiu o estilo perpendicular e, embora seja substituído pela arquitetura elisabetana na construção doméstica, o estilo Tudor ainda se manteve no gosto inglês, inclusive nas universidades, como as de Oxford e Cambridge, onde continuam a ser realizadas obras no estilo Tudor que remontam aos primeiros tempos do neogótico. 
O arco de quatro centros, agora conhecido como arco Tudor, foi um elemento definidor; algumas das mais notáveis janelas de sacada envidraçadas pertencem a este período; as molduras são mais espalhadas e os ornamentos de folhagem tornam-se mais naturalistas. 

## Características
Este estilo tem seis características distintas:
- Decoração enxaimel
- Telhado acentuado
- Empenas em cruz
- Portas e janelas altas e estreitas
- Pequenas janelas de vidro
- Grandes chaminés, muitas vezes cobertas com vasos decorativos.

## Exemplos
Na arquitetura em igrejas, os principais exemplos são: 
- Capela Henrique VII em Westminster (1503)
- King's College Chapel, Cambridge
- Capela de São Jorge, Castelo de Windsor
- as antigas escolas de Oxford.

Na arquitetura em casas de habitação particular:
- Palácio de Eltham, Kent
- Oxburgh Hall, Norfolk
- Owlpen Manor, Gloucestershire
- King's College, Aberdeen
- Layer Marney Tower, Essex
- East Barsham Manor, Norfolk
- Fords Hospital, Coventry.
- Compton Wynyates
- Hampton Court Palace
- Montacute House (Tudor tardio)
- Wollaton Hall, Nottinghamshire (Tudor tardio)
- Old Market Hall, Shrewsbury
- Hunsdon House, Hertfordshire

Existe também este tipo de arquitetura na Escócia, sendo exemplo o King's College, Aberdeen. 
No século XIX, um combinação destes elementos como o estilo gótico e elizabetano foram feitos em hotéis e estações ferroviárias, em estilos revivalistas conhecidos como Jacobetano e Tudorbetano.

## Como um termo moderno
Como um estilo moderno residencial, o que é normalmente referido como Tudor(ou às vezes como Mock Tudor) é mais semelhante à arquitetura tudorbetana rústica.